# Blue Thunder
Blue Thunder (bra: Trovão Azul) é um filme norte-americano de 1983, do gênero ação, dirigido por John Badham e estrelado por Roy Scheider e Warren Oates.